# سید محمد فرزان
سید محمد فرزان (۱۲۷۳ در سندادان بیرجند – ۲۳ فروردین ۱۳۴۹) قرآن‌پژوه، استاد دانشگاه و نقاد ادبی اهل ایران بود.

## زندگی‌نامه
سید محمد فرزان در سال ۱۳۱۲ قمری (۱۲۷۳ شمسی) در روستای سندادان واقع در ۸ فرسخی بیرجند متولد شد. نام پدرش سید علی‌اکبر و مادرش بی‌بی بزرگ بود. محمد فرزند ارشد خانواده بود و یک برادر به نام سید حسن و یک خواهر به نام بی‌بی فاطمه داشت. محمد ۱۰ سال بیشتر نداشت که پدرش در سفر کربلا درگذشت. محمد برای کمک به معاش خانواده در کنار تحصیل در مکتب نزد مادر قالی‌بافی می‌کرد. محمد چهارده ساله بود که دروس دورهٔ مکتب در قریهٔ سندادان را به پایان رساند و به همراه خانواده برای ادامهٔ تحصیل به بیرجند نقل مکان کرد که مصادف شد با تأسیس مدرسهٔ نوبنیاد شوکتیه توسط امیر شوکت‌الملک در بیرجند. بی‌بی‌بزرگ به توصیهٔ روحانیان و علمای شهر، محمد را برای فراگیری علوم جدید در مدرسهٔ شوکتیه و حسن را برای فراگیری علوم قدیم در مدرسهٔ معصومیه ثبت‌نام کرد. حسن نیز در فقه و اصول به اجتهاد رسید و بعداً به نام «آیت‌الله تهامی» مشهور شد. محمد ۱۸ سال داشت که دورهٔ مدرسهٔ شوکتیه را تمام کرد و همراه مادر به زیارت مکه و مدینه رفت. مادرش در همین سفر که ۱۳ ماه طول کشید در حلب درگذشت. محمد پس از بازگشت به ایران با دختر سید علی‌آقا که با او همسفر مکه بود ازدواج کرد و ازو صاحب دختری به نام رخشنده‌خانم شد.
جلالی نائینی مدعی است فرزان خود به او گفته بود که بر اثر مطالعهٔ فرضیه‌های علمای طبیعی در نحوهٔ پیداش عالم و عالمیان نسبت به اسلام دچار شک و تردید گشته بود لذا ۵ سال شب و روز به تحصیل زبان و ادب عربی پرداخت و تفاسیر مختلف و احادیت و اخبار نبوی را پژوهید تا شکش را به یقین مبدل کند و به تعبیری مسلمانی را به ارث نبرد بلکه از راه تحقیق و مجاهده کسب کرد. فرزان مدتی را در مشهد به حضور در حلقهٔ ادیب نیشابوری گذراند، البته به گفتهٔ خود نه برای کسب علم که تنها برای یادگیری شیوهٔ سخنوری و طرز بیان.
در سال ۱۲۹۷ امیر شوکت‌الملک، امیر قائنات و سیستان و بلوچستان، فرزان را مأمور کرد تا مدارس جدیدی به سبک شوکتیه در زابل و زاهدان تأسیس کند. فرزان در میان مردمان آن دیار به محبوبیتی دست یافت چندانکه در سال ۱۳۰۷ تا یک قدمی نمایندگی مردم زابل در مجلس شورای ملی رفت اما درست سر بزنگاه با تلاش شماری از عالمان و سرداران متعصب، از زابل به مشهد تبعید شد. در سال ۱۳۰۹ از سوی وزارت معارف و اوقاف به ریاست ادارهٔ معارف بنادر جنوب منصوب شد و مأمور شد مدارس جدیدی در آن دیار تأسیس کند. در حین همین مأموریت بود که به بیماری مالاریا مبتلا شد و تا آخر عمر از آن رنج کشید. او در سال ۱۳۱۴ به ریاست فرهنگ شاهرود و یک سال بعد به معاونت فرهنگ بیرجند و سیستان و بلوچستان برگزیده شد. در سال ۱۳۱۷ به تدریس در دبیرستان‌های مشهد مشغول شد و از سال ۱۳۲۰ تا ۱۳۳۱ در سمت ریاست فرهنگ بیرجند خدمت کرد و تقریباً ۳۰ دبستان را در نقاط مختلف قائنات بنیان گذاشت. در همین زمان بود که وزارت فرهنگ طی بخش‌نامه‌ای از همهٔ آموزگاران خواست تا نظرهایشان دربارهٔ کتب درسی را بنویسند و حسن تقی‌زاده که مأمور بررسی آن نظریات بود کلیهٔ پیشنهادهای فرزان را مفید و ضروری دانست به گونه‌ای که گفت: «همان‌طور که کریستف کلمب کاشف آمریکاست، من هم کاشف جهان علم و ادب سید محمد فرزان هستم». فرزان در سال ۱۳۳۱ به دعوت دانشگاه تهران به تدریس در دانشکدهٔ الهیات و سپس ادبیات مشغول شد. فرزان ساعت ۱۰ یکشنه‌شب ۲۳ فروردین ۱۳۴۹ شمسی درگذشت.
جسدش را در رواق ابوالفتح رازی در کنار حرم شاه عبدالعظیم به خاک سپردند.
فرزان بهترین دوران زندگی خود را زمانی می‌داند که همراه محمد محیط طباطبایی و مجتبی مینوی، مأمور تهیهٔ کتب درسی به صورت موقت شده بودند.

## نقادی ادبی
او تصدیق و دیپلم دانشگاهی نگرفت و دانش او خودساخته بود. مجتبی مینوی فرزان را در زمرهٔ کسانی می‌بیند که «دانش را برای دانش، و فرهنگ را برای فرهنگ می‌خواستند نه از برای گرفتن تصدیق و رسیدن به مرتبه و مواجب». فرزان به زبان و ادبیات عربی و تاریخ اسلام کاملاً مسلط بود و در تفسیر و فقه و حدیث و حکمت تبحر و احاطه داشت. زبان و ادبیات فرانسه را خوب می‌دانست و با زبان و ادبیات انگلیسی آشنا بود. از همین رو بود که به دعوت دانشگاه تهران در دانشکدهٔ معقول و منقول و دانشکدهٔ ادبیات به تدریس پرداخت و علی‌الظاهر به مرتبهٔ استادی دست یافت.
به نوشتهٔ مجتبی مینوی «بی‌پروایی مرحوم فرزان در بیان آنچه در چشم و ذهن او صحیح می‌آمد، و در نوشتن نقد سخت بر آنچه آن را نادرست و غلط می‌شمرد» باعث شد از همان اوان زندگی با دشمنان سرسختی مواجه شود که بر سر راه او مدام سنگ می‌انداختند.
احمد اداره‌چی گیلانی مجموعه مقالات فرزان را تحت عنوان «مقالات فرزان» گردآوری و منتشر کرده‌است. فرزان خود کتاب یا اثری تألیف نکرد. به گفتهٔ مینوی «کثرت وسواس او در صحیح بودن نوشته‌ها مانع از این شده‌است که تألیف و تصنیفی بکند» ولی فراوان مورد استشارهٔ بسیاری از مؤلفان و مصححان قرار می‌گرفت که برخی دین خود را بدو اذعان کرده و برخی فرصت را غنیمت شمرده و فضل و علم او را به خود منتسب کرده‌اند.
حبیب یغمایی به مناسبت ۷۰ سالگی فرزان قصیده‌ای سروده‌است که یکی از ابیات آن چنین است:
| به دین و دانش سید محمد فرزان |  | درین زمان نتوان یافت نیک‌مردی راد |

محمدعلی اسلامی ندوشن در مقاله‌ای در شماره ۲۲۰ مورخ آبان ۱۳۴۵ در مجله یغما در خصوص او چنین می‌نویسد: این مرد که عنوان استاد و مرد آزاده بتمام معنی شایسته اوست، با بزرگواری، لطف محضر، ظرافت طبع و اطّلاعات بسیار وسیعی که در معارف اسلامی و ادب ایران دارد، هر جا که باشد به مجلس گرمی و غنای خاصّی می‌بخشد. دقّت نظر و وسعت معلومات استاد فرزان از مقاله‌های مختلفی که در مجله یغما و بعضی مجلّه‌های دیگر انتشار داده آشکار می‌شود؛ فرزان که مردی است معتقد و دیندار، حتی یک بی‌دین در بحث با او احساس تنگ حوصلگی نمی‌کند و او نیز با گشاده‌روئی به سخن دیگران، چه مخالف و چه موافق، گوش فرا می‌دهد. فرزان یکی از افراد معدودی است که چون بروند دیگر جانشین نخواهد داشت.»